# Wiley
Richard Kylea Cowie (født 19. januar 1979 i Stepney i det østlige London), og som er kendt under sit kunstnernavn Wiley , er en engelsk rapper og producer.
Wiley udgav i januar 2009 albummet See Clear Now. Første single Wearing My Rolex kom i starten af 2008 og blev et stort hit nationalt og internationalt. Singlen Cash In My Pocket er desuden produceret af UK-producer Mark Ronson, og af andre gæster på albummet kan nævnes Lily Allen, Daniel Merriweather og gruppen Hot Chip.
Wiley er siden udgivelsen af debutalbummet Treddin' On Thin Ice i 2004 blevet betragtet som en af pionererne inden for grime-genren.
Wiley kalder sin musikalske stil "eski beat" eller bare "eski", som er en forkortelse af eskimo.